# 斑紋刺蓋魚
斑紋刺蓋魚，俗名半月神仙，為輻鰭魚綱鱸形目鱸亞目蓋刺魚科的其中一個種。

## 分布
本魚分布於西印度洋區，包括紅海、東非、南非、馬達加斯加、塞席爾群島、波斯灣、阿曼灣等海域。

## 深度
水深4至50公尺。

## 特徵
本魚體略高，幼魚身上藍色、白色的垂直條紋，隨著日趨成熟，白線褪掉，出現成魚特有的「半月形」斑紋。成魚體色為紫灰色，帶有深色的斑點，特別是頭的後部及鰓蓋上方，黃色月形斑紋通過魚體中部。背鰭及臀鰭隨著年齡而變長，有非常細的絲條。尾鰭黃色，密佈深色小斑點。背鰭硬棘12至13枚，軟條21枚；臀鰭硬棘3枚，軟條19至21枚。體長可達50公分。

## 生態
本魚棲息在珊瑚茂盛的岩礁區，屬雜食性，以藻類、海綿、海鞘等為食，領域性強。

## 經濟利用
為高價值觀賞魚，無食用價值。